# Hub Vroomen
Adolf Hubert (Hub) Vroomen (Kerkrade, 24 november 1918 – Heerlen, 3 oktober 2003) was een Nederlands voetballer die speelde voor Miranda, Chevremont, MVV en Juliana. Hij was eenmalig international en tweemaal topscorer van Nederland.

## Loopbaan

### Beginjaren
Hij kwam uit een gezin van dertien kinderen. Hij was hbs-leerling in Heerlen toen hij zich in 1933 aanmeldde bij voetbalvereniging Miranda. Hij begon als jeugdspeler in het derde team. Een aparte jeugdafdeling bestond in die tijd nog  niet. Een jaar later maakte hij als 15-jarige zijn debuut in het eerste elftal, op 23 september 1934 in de ouverture tegen Waubach. Hij speelde in zijn debuutseizoen meestal in de verdediging als stopperspil.

### Terug bij Miranda
Voor aanvang van het seizoen 1935/36 vertrok hij naar het naburige Chevremont dat uitkwam in de katholieke voetbalbond IVCB.
Na het ene jaar bij Chevremont kende hij een succesvolle terugkeer bij Miranda. Door de 3-2 zege in de verlenging tegen Palemig greep de club in 1937 het kampioenschap in de Tweede klasse. In de zes promotieduels met MVV, Middelburg en Willem II scoorde Vroomen acht keer. Het was niet genoeg voor Miranda om de Eerste klasse te bereiken.

### Selecties
Als 18-jarige werd hij geselecteerd voor het Limburgs elftal. Hij speelde daarin in mei 1937 nog samen met Beb Bakhuijs die kortstondig lid was van VVV.
Vroomen werd in november 1937 voor het eerst opgeroepen voor de centrale training van het Nederlands elftal.
Op 3 april 1938 debuteerde hij in het Nederlands jeugdelftal dat in Antwerpen met 1-7 van België won. Hij stond niet in de aanval maar als stopperspil opgesteld. Op deze positie speelde hij ook bij Miranda aan het begin van het seizoen 1937/38. Hij verhuisde later naar de voorhoede en trof veelvuldig het vijandelijke doel. Door de 6-0 winst, met vier goals van Vroomen, in de topper tegen koploper Palemig pakte Miranda de koppositie en later de kampioenstitel.

### Een jaar MVV
Vroomen kon in juli 1938 niet met promotie afscheid nemen. Miranda eindigde in de nacompetitie als tweede achter Bleijerheide dat zich daardoor handhaafde in de Eerste klasse. Hij scoorde zesmaal in de zes promotieduels. 
Hij moest in militaire dienst en kreeg Maastricht als standplaats. Daarom vertrok hij naar MVV nadat hij zijn eerdere overschrijving naar Juliana had ingetrokken.
Hij kende een voortvarende start in Maastricht en scoorde elf keer in de eerste acht duels. Met als uitschieter zijn zes doelpunten op 13 november 1938 in de met 7-3 gewonnen thuiswedstrijd tegen RFC Roermond.
In de winterstop werd bekend dat hij MVV na dit seizoen zou inruilen voor Juliana. Hij was in de tweede competitiehelft minder productief. MVV eindigde op de tweede plaats en Vroomen werd met zestien treffers de clubtopscorer.

### Kampioen met Juliana
Juliana was na Chevremont, Miranda en MVV alweer zijn vierde club in vijf jaar. Juliana was een jaar eerder als vijfde geëindigd in de Eerste klasse Zuid. De club versterkte zich behalve Vroomen ook met Willy Vondenhoff van Kerkrade en vanaf 1 november was doelman Frans Pöttgens, die overkwam van Bleijerheide, speelgerechtigd. Juliana ging als koploper het nieuwe jaar 1940 in. Vroomen scoorde 17 keer in de eerste competitiehelft. 
In de strenge winter lag het voetbal lange tijd stil. Op 11 februari 1940 ging als enige wedstrijd in Nederland de Limburgse derby MVV-Juliana door. Tweeduizend toeschouwers trotseerden de barre kou. Zij zagen dat MVV op het ‘ijshockeyterrein’ van stadion De Boschpoort met 2-1 won en de koppositie overnam. Vroomen zorgde voor de Juliana-treffer tegen zijn oude club.
Juliana zette een goede reeks in en pakte op zondag 5 mei 1940 het kampioenschap door de 1-0 zege op PSV. De rake kopbal van Mathieu van Kan bracht de beslissing. Vijf dagen later viel het Duitse leger Nederland binnen en lag het voetbalseizoen enkele weken stil.
Vroomen werd met 31 doelpunten topscorer van Nederland.

### Strijd om landstitel
De Duitse bezetter had geen bezwaar tegen de afronding van het voetbalseizoen. Daardoor kon op zondag 16 juni 1940 de kampioenscompetitie van start gaan. Juliana nam het op tegen de vier andere districtswinnaars: Blauw Wit, Feijenoord, GVAV en Heracles.
De Zuid-Limburgers begonnen met een 6-1 verlies bij Feijenoord. Juliana herstelde zich snel van de slechte start en won van Heracles (4-2) en GVAV (4-3). De club bleef lang in de race om de landstitel. In de laatste thuiswedstrijd op 11 augustus versloeg Juliana met 2-0 (tweemaal Vroomen) de latere landskampioen Feijenoord. Juliana kwam uiteindelijk twee punten tekort en eindigde als vierde. Vroomen scoorde acht keer in acht kampioensduels. 

### Nederlands elftal
In de slotfase van het kampioensjaar, op 31 maart 1940, maakte hij zijn debuut in het Nederlands Elftal dat thuis met 4-5 van Luxemburg verloor. Hij was de vervanger van spits Leen Vente en debuteerde samen met Abe Lenstra. 
Hij was de zesde Limburgse international. De eerste was Huub Felix (in 1919) van MVV die evenals zijn clubgenoot Sjo Soons (1922) een interland speelde. Twee keer voor Oranje kwamen uit Harry Schreurs van RFC Roermond in 1928 en de in Roermond geboren Joop Campioni in 1921 als speler van het Haagse HVV. Pierre Massy van RFC Roermond kwam tot twaalf interlands, van 1926 tot 1928. Vroomen maakte ook diverse malen deel uit van andere vertegenwoordigende elftallen zoals het Bondselftal, het Zuid-Nederlands elftal en het Limburgs elftal.

### Geen sneeuwvrij
Juliana verscheen in de thuiswedstrijd tegen NAC op 23 maart 1941 met tien spelers aan de aftrap. Vroomen ontbrak omdat hij dacht dat het duel was afgelast vanwege de winterse omstandigheden. Er lag een pak sneeuw van tien centimeter, de lijnen waren onzichtbaar en de bal droeg een sneeuwmantel. Toen Vroomen na een poosje arriveerde, leidde NAC al met 0-1. Hij scoorde nog tweemaal maar NAC won met 2-3. Daardoor kon Juliana de tweede kampioenstitel op rij vergeten en eindigde als derde. Vroomen (29 doelpunten) kende een persoonlijk succes door voor de tweede keer op rij topschutter van de Eerste klasse te worden.

### Andere clubnaam
Vlak na de competitiestart in september 1941 mocht Juliana zijn naam niet meer dragen. De club heette voortaan Spekholzerheide. De Duitse bezetter stond verwijzingen naar het Nederlandse koningshuis in clubnamen niet meer toe. Juliana bleef in de middenmoot steken en Vroomen miste het seizoenslot door een blessure die hij op 22 maart 1942 in de uitwedstrijd tegen PSV opliep. Hij kwam dit seizoen tot vijftien doelpunten.

### Beenbreuk
Het noodlot sloeg toe op 29 november 1942 thuis tegen Eindhoven. Hij liep een dubbele beenbreuk (scheen- en kuitbeen) op in een duel met Eindhoven-verdediger Toon Schampers. Het gebeurde een kwartier nadat hij vlak na rust de 1-0 had gescoord. Het leek erop dat hij een halfjaar uit de roulatie zou zijn. Het herstel duurde veel langer. Hij verbleef dertien weken in het ziekenhuis en moest drie operaties ondergaan. Pas na drie jaar mocht hij zijn voetbalschoenen weer aantrekken.

### Rentree
Na de bevrijding vroeg hij overschrijving aan naar derdeklasser Chevremont.
Een dag na zijn 27e verjaardag begon hij op 25 november 1945 aan het tweede deel van zijn carrière.
Vroomen was de aanvoerder en dirigent van het elftal. Chevremont promoveerde in 1948 naar de Tweede klasse waarin de club twee keer op rij kampioen werd. In de eerste nacompetitie van 1949 bleef promotie nog uit. De tweede keer slaagde Chevremont wel. Door de 1-1 in de derby tegen Juliana, dat degradeerde, op 4 juni 1950 was promotie een feit.

### Weer Eerste klasse
Voor het eerst sinds zijn beenbreuk in 1942 speelde Vroomen in september 1950 weer op het hoogste niveau, de Eerste klasse. Met een tiende plaats kon Chevremont zich in het debuutjaar handhaven. Maar in 1952 volgde degradatie.
Enkele spelers vertrokken en Vroomen ging aan de slag als jeugdtrainer bij Chevremont. Hij miste de competitiestart in september 1952 vanwege een schorsing. Hij had in juli 1952 samen met Jeu van Bun van MVV deelgenomen aan een missiewedstrijd in Sittard. Beide oud-internationals werden door de KNVB voor vier maanden geschorst, waarvan twee voorwaardelijk.
Vroomen maakte zijn rentree op 9 november 1952 en stopte na afloop van het seizoen op 34-jarige leeftijd.
In het seizoen 1956/57 verscheen hij toch weer in het eerste elftal.
Een jaar later maakte hij als aanvoerder van het tweede elftal op 39-jarige leeftijd nog een kampioenschap mee.
Hij had tijdens en na zijn voetballoopbaan een tabakswinkel aan St. Pieterstraat in Chevremont. Hij overleed op 84-jarige leeftijd in 2003.

## Carrièrestatistieken
| Seizoen   | Club                                   | Land                                   | Competitie                             | Competitie                             | Competitie                             | Beker                                  | Beker                                  | Internationaal                         | Internationaal                         | Overig                                 | Overig                                 | Totaal                                 | Totaal                                 |
| Seizoen   | Club                                   | Land                                   | Competitie                             | Wed.                                   | Dlp.                                   | Wed.                                   | Dlp.                                   | Wed.                                   | Dlp.                                   | Wed.                                   | Dlp.                                   | Wed.                                   | Dlp.                                   |
| --------- | -------------------------------------- | -------------------------------------- | -------------------------------------- | -------------------------------------- | -------------------------------------- | -------------------------------------- | -------------------------------------- | -------------------------------------- | -------------------------------------- | -------------------------------------- | -------------------------------------- | -------------------------------------- | -------------------------------------- |
| 1934/35   | Miranda                                | Nederland                              | Tweede klasse C Zuid                   | 15                                     | 1                                      | –                                      | 0                                      | 0                                      | 0                                      | 0                                      | 0                                      | 15                                     | 1                                      |
| 1935/36   | Chevremont                             | Nederland                              | Eerste klasse A Zuid I IVCB            | 18                                     | 14                                     | –                                      | 0                                      | 0                                      | 0                                      | 0                                      | 0                                      | 18                                     | 14                                     |
| 1936/37   | Miranda                                | Nederland                              | Tweede klasse C Zuid                   | 18                                     | 17                                     | –                                      | 0                                      | 0                                      | 0                                      | 7                                      | 8                                      | 25                                     | 25                                     |
| 1937/38   | Miranda                                | Nederland                              | Tweede klasse C Zuid                   | 18                                     | 18                                     | –                                      | 0                                      | 0                                      | 0                                      | 6                                      | 6                                      | 24                                     | 24                                     |
| 1938/39   | MVV                                    | Nederland                              | Eerste klasse Zuid                     | 20                                     | 16                                     | –                                      | 0                                      | 0                                      | 0                                      | 0                                      | 0                                      | 20                                     | 16                                     |
| 1939/40   | Juliana                                | Nederland                              | Eerste klasse Zuid                     | 21                                     | 31                                     | –                                      | 0                                      | 0                                      | 0                                      | 8                                      | 8                                      | 29                                     | 39                                     |
| 1940/41   | Juliana                                | Nederland                              | Eerste klasse Zuid                     | 21                                     | 29                                     | –                                      | 0                                      | 0                                      | 0                                      | 0                                      | 0                                      | 21                                     | 29                                     |
| 1941/42   | Juliana                                | Nederland                              | Eerste klasse Zuid                     | 18                                     | 15                                     | –                                      | 0                                      | 0                                      | 0                                      | 0                                      | 0                                      | 18                                     | 15                                     |
| 1942/43   | Juliana                                | Nederland                              | Eerste klasse Zuid                     | 10                                     | 9                                      | –                                      | 0                                      | 0                                      | 0                                      | 0                                      | 0                                      | 10                                     | 9                                      |
| 1943/44   | Juliana                                | Nederland                              | Eerste klasse Zuid                     | 0                                      | 0                                      | –                                      | 0                                      | 0                                      | 0                                      | 0                                      | 0                                      | 0                                      | 0                                      |
| 1944/45   | Geen competitie in laatste oorlogsjaar | Geen competitie in laatste oorlogsjaar | Geen competitie in laatste oorlogsjaar | Geen competitie in laatste oorlogsjaar | Geen competitie in laatste oorlogsjaar | Geen competitie in laatste oorlogsjaar | Geen competitie in laatste oorlogsjaar | Geen competitie in laatste oorlogsjaar | Geen competitie in laatste oorlogsjaar | Geen competitie in laatste oorlogsjaar | Geen competitie in laatste oorlogsjaar | Geen competitie in laatste oorlogsjaar | Geen competitie in laatste oorlogsjaar |
| 1945–1948 | Chevremont                             | Nederland                              | Derde klasse Zuid II                   | ?                                      | ?                                      | –                                      | –                                      | –                                      | –                                      | –                                      | –                                      | ?                                      | ?                                      |
| 1948/49   | Chevremont                             | Nederland                              | Tweede klasse A Zuid II                | 20                                     | 13                                     | –                                      | 0                                      | 0                                      | 0                                      | 6                                      | 1                                      | 26                                     | 14                                     |
| 1949/50   | Chevremont                             | Nederland                              | Tweede klasse A Zuid II                | 20                                     | 5                                      | –                                      | 0                                      | 0                                      | 0                                      | 4                                      | 1                                      | 24                                     | 6                                      |
| 1950/51   | Chevremont                             | Nederland                              | Eerste klasse E                        | 21                                     | 5                                      | –                                      | 0                                      | 0                                      | 0                                      | 0                                      | 0                                      | 21                                     | 5                                      |
| 1951/52   | Chevremont                             | Nederland                              | Eerste klasse D                        | 18                                     | 5                                      | –                                      | 0                                      | 0                                      | 0                                      | 0                                      | 0                                      | 18                                     | 5                                      |
| 1952/53   | Chevremont                             | Nederland                              | Tweede klasse A Zuid II                | 15                                     | 5                                      | –                                      | 0                                      | 0                                      | 0                                      | 0                                      | 0                                      | 15                                     | 5                                      |
| Totaal    | Totaal                                 | Totaal                                 | Totaal                                 | 253                                    | 183                                    | 0                                      | 0                                      | 0                                      | 0                                      | 31                                     | 24                                     | 284                                    | 207                                    |